# (182) Elsa
(182) Elsa ist ein Asteroid des inneren Hauptgürtels, der am 7. Februar 1878 vom österreichischen Astronomen Johann Palisa an der Marine-Sternwarte Pola in Istrien entdeckt wurde.
Der Asteroid wurde zunächst benannt mit der österreichischen Form „Elsbeth“ für den gebräuchlicheren weiblichen Vornamen „Elisabeth“, was auch der Name der österreichischen Kaiserin war. Dieser Name wurde später im Einvernehmen mit dem Entdecker in das melodischere „Elsa“ geändert. Die Benennung erfolgte durch Admiral Anton Michael Bourguignon von Baumberg auf Wunsch des Entdeckers. Bourgignon war der militärische Vorgesetzte von Palisa in Pola.

## Wissenschaftliche Auswertung
Mit Daten radiometrischer Beobachtungen in Infraroten am Cerro Tololo Inter-American Observatory in Chile aus dem Jahr 1974 wurden für (182) Elsa erstmals Werte für den Durchmesser und die Albedo von 39 km und 0,21 bestimmt. Aus Ergebnissen der IRAS Minor Planet Survey (IMPS) wurden 1992 Angaben zu Durchmesser und Albedo für zahlreiche Asteroiden abgeleitet, darunter auch (182) Elsa, für die damals Werte von 43,7 km bzw. 0,21 erhalten wurden. Radarastronomische Untersuchungen am Arecibo-Observatorium vom 8. bis 10. Februar 2002 bei 2,38 GHz ergaben einen effektiven Durchmesser von 44 ± 10 km. Bei hochaufgelösten Aufnahmen mit dem Adaptive Optics (AO)-System am Teleskop II des Keck-Observatoriums auf Hawaiʻi im Infraroten vom 25. Oktober 2004 konnte das Abbild des Asteroiden nicht aufgelöst werden. Es wurde daher nur eine Obergrenze für den mittleren Durchmesser mit <36 km angegeben. Eine Auswertung von Beobachtungen durch das Projekt NEOWISE im nahen Infrarot führte 2011 zu vorläufigen Werten für den Durchmesser und die Albedo im sichtbaren Bereich von 44,0 km bzw. 0,21. Nach neuen Messungen mit NEOWISE wurden die Werte 2014 auf 39,5 oder 45,0 km bzw. 0,25 oder 0,20 korrigiert. Nach der Reaktivierung von NEOWISE im Jahr 2013 und Registrierung neuer Daten wurden die Werte 2016 auf 45,7 km bzw. 0,21 geändert, diese Angaben beinhalten aber hohe Unsicherheiten.

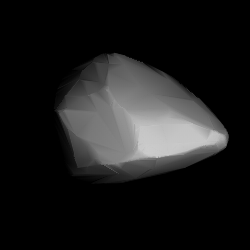
Berechnetes 3D-Modell von (182) Elsa

Photometrische Beobachtungen von (182) Elsa fanden erstmals statt vom 3. bis 7. Dezember 1978 am Table Mountain Observatory in Kalifornien und am Osservatorio Astronomico di Torino in Italien. Aus der sehr lückenhaften Lichtkurve konnte eine Rotationsperiode nur grob mit 80 ± 2 h abgeschätzt werden. Dies machte (182) Elsa aber zum Asteroiden mit der längsten damals bekannten Rotationsperiode. Weitere Beobachtungen vom 23. Juli bis 9. August 1981 am Table Mountain Observatory und am Lowell-Observatorium in Arizona ergaben wieder nur eine sehr lückenhafte Lichtkurve, so dass keine Verbesserung in der Bestimmung der Rotationsperiode möglich war. Neue photometrische Beobachtungen von (182) Elsa erfolgten dann vom 8. September bis 17. Oktober 2004 am Osservatorio Astrofisico di Catania in Italien. Die lückenhafte Lichtkurve wurde zu einer Rotationsperiode von 80,2 h ausgewertet.
Um die zuvor nur lückenhaft bekannte Lichtkurve des Asteroiden zu schließen, gab es von Oktober 2008 bis Januar 2009 eine Zusammenarbeit an drei Observatorien, nämlich am Organ Mesa Observatory in New Mexico, am Dark Rosanne Observatory in Connecticut und an der Sternwarte Belgrad in Serbien. Aus der dabei gewonnen, sehr detaillierten Lichtkurve wurde eine Rotationsperiode von 80,088 h abgeleitet. Es konnte auch das Verhältnis der äquatorialen Achsen des Asteroiden zu etwa 1,7 abgeschätzt werden, was auf eine sehr längliche Form hinweist. Aus archivierten Daten des Uppsala Asteroid Photometric Catalogue (UAPC) konnte dann in einer Untersuchung von 2009 für (182) Elsa ein Gestaltmodell für zwei alternative Positionen der Rotationsachse mit retrograder Rotation und eine Rotationsperiode von 80,166 h bestimmt werden.
Vom 15. bis 18. Februar 2013 wurden am Palomar-Observatorium in Kalifornien im Rahmen des Projekts Ten Thousand Asteroid Rotation Periods (10kARPs) große Bereiche des Himmels durchmustert und die Lichtkurven von Asteroiden aufgenommen, darunter auch (182) Elsa, für die dabei eine Rotationsperiode von 16,0 h gefunden wurde. Dies beruhte aber wegen einer zu kurzen Beobachtung auf einer fehlerhaften Auswertung.
Aus archivierten Daten des Asteroid Terrestrial-impact Last Alert System (ATLAS) aus dem Zeitraum 2015 bis 2018 konnte in einer Untersuchung von 2022 mit der Methode der konvexen Inversion eine Rotationsperiode von 80,162 h berechnet werden. Im Jahr 2023 wurde aus photometrischen Messungen von Gaia DR3 erneut ein dreidimensionales Gestaltmodell des Asteroiden für eine Rotationsachse mit retrograder Rotation und einer Periode von 80,17 h berechnet.

## Langsame Rotatoren
Bis 1979 betrug die längste bekannte Rotationsperiode eines Asteroiden 31,9 h, was noch als Endpunkt im Rahmen einer Normalverteilung um einen Mittelwert von 8 Stunden herum angesehen werden kann. Dann wurde beim Asteroiden (887) Alinda eine Periode von 79 h gefunden, kurz darauf gefolgt von (182) Elsa, für die im Jahr 1980 eine Rotationsperiode in der Größenordnung von 80 h bestimmt wurde. Allerdings wurde dann 1982 bei (288) Glauke sogar eine Periode von 50 Tagen gefunden, was zumindest für die folgenden 20 Jahre den Rekord darstellte, und 2002 waren bereits 19 Asteroiden mit Rotationsperioden von über 62 h bekannt.
Als Erklärung für die Existenz solch langsamer Rotatoren wurde eine Hypothese erstellt, wonach diese ursprünglich ein Kontaktbinärsystem aus einem sehr länglichen primären Körper und einem deutlich kleineren sekundären Körper gewesen sein könnten. Bei der gegenseitigen Umkreisung in geringem Abstand könnte der primäre Körper durch sein irreguläres Gravitationsfeld seine Rotationsenergie als Bewegungsenergie an den sekundären Körper übertragen haben, der ihn dann immer schneller und in größerem Abstand umkreiste, während sich die Rotation des primären Körpers immer weiter verlangsamte. Schließlich hatte der sekundäre Körper genug kinetische Energie aufgenommen, um das System zu verlassen. Diese Hypothese passte aber nicht gut zur beobachteten statistischen Verteilung der langsamen Rotatoren, so dass noch weitere Beobachtungen zur Stützung dieser Hypothese als notwendig angesehen wurden.